# Yu'an
Yu'an är ett stadsdistrikt i staden Lu'an i provinsen Anhui i östra Kina.
Yu'an är indelat i tre stadsdelsdistrikt, tolv köpingar, sju socknar och en administrativ enhet på sockennivå.
Stadsdelsdistrikt (jiedao):

- Gulou (鼓楼街道)
- Xiaohuashan (小华山街道)
- Xishi (西市街道)

Köpingar (zhen):

- Chengnan (城南镇)
- Dingji (丁集镇)
- Dushan (独山镇)
- Fenlukou (分路口镇)
- Guzhen (固镇镇)
- Hanbaidu (韩摆渡镇)
- Jiangjiadian (江家店镇)
- Shipodian (石婆店镇)
- Shunhe (顺河镇)
- Subu (苏埠镇)
- Xin'an (新安镇)
- Xuji (徐集镇)

Socknar (xiang):

- Danwang (单王乡)
- Luoji (罗集乡)
- Pingqiao (平桥乡)
- Qingshan (青山乡)
- Shibanchong (石板冲乡)
- Shizigang (狮子岗乡)
- Xihekou (西河口乡)

Område på sockennivå:
- Liu'an Shi Yu'anqu Jingji Kaifaqu ekonomisk utvecklingszon (六安市裕安区经济开发区)